# Eudulophasia seminigra
Eudulophasia seminigra är en fjärilsart som beskrevs av W. Warren 1904. Eudulophasia seminigra ingår i släktet Eudulophasia och familjen mätare. Inga underarter finns listade i Catalogue of Life.